# Bath City Football Club
Maillots
Le Bath City Football Club est un club de football semi-professionnel basé à Twerton, Bath, Somerset, en Angleterre. Le club est affilié à la Somerset FA et participe actuellement à la National League South, le sixième niveau du English football. Surnommé les "Romains", le club a été fondé en 1889 et joue ses matchs à domicile à Twerton Park depuis 1932.
Le club n'a jamais joué dans la Football League, bien que Bath ait été fortement discuté pour y entrer dans les années 1930 et 1940, et s'en est approché par le biais d'élections en 1978 et 1985. Pendant la Seconde Guerre mondiale, le club a remporté la Football League North and South. Bath a atteint le troisième tour de la FA Cup à six reprises, battant des clubs de ligue tels que ; Crystal Palace (en 1931), Millwall (en 1959), et Cardiff City (en 1992). Bath a été couronné champion de la Southern League en 1960 et 1978, l'un des plus hauts niveaux du football de non-ligue à l'époque. De 1980 à 1997, l'équipe a passé seize ans dans ce qui est aujourd'hui la The National League, Bath terminant quatrième de l'1984-85 saison, sa plus haute position en championnat.
Bath City n'a pas de véritables rivalités sportives au Royaume-Uni, bien que les rencontres les plus animées soient les derbies locaux partagés avec le club de Yeovil Town, et plus récemment avec le club de Wiltshire, Chippenham Town Le surnom du club provient de l'histoire ancienne de Bath dans la Romaine. La première tenue enregistrée du club était un short bleu et un maillot blanc en 1900, bien que Bath City ait changé pour des bandes noires et blanches au début du 20e siècle et que les couleurs soient restées les mêmes depuis. L'écusson du club représente les murs du bourg, qui entouraient le vieux centre de la ville à l'époque médiévale. Twerton Park a déjà accueilli jusqu'à 20 000 supporters, le record de fréquentation du club étant de 18 020 personnes en 1960.

## Histoire

### Formation et premières années (1889-1925)

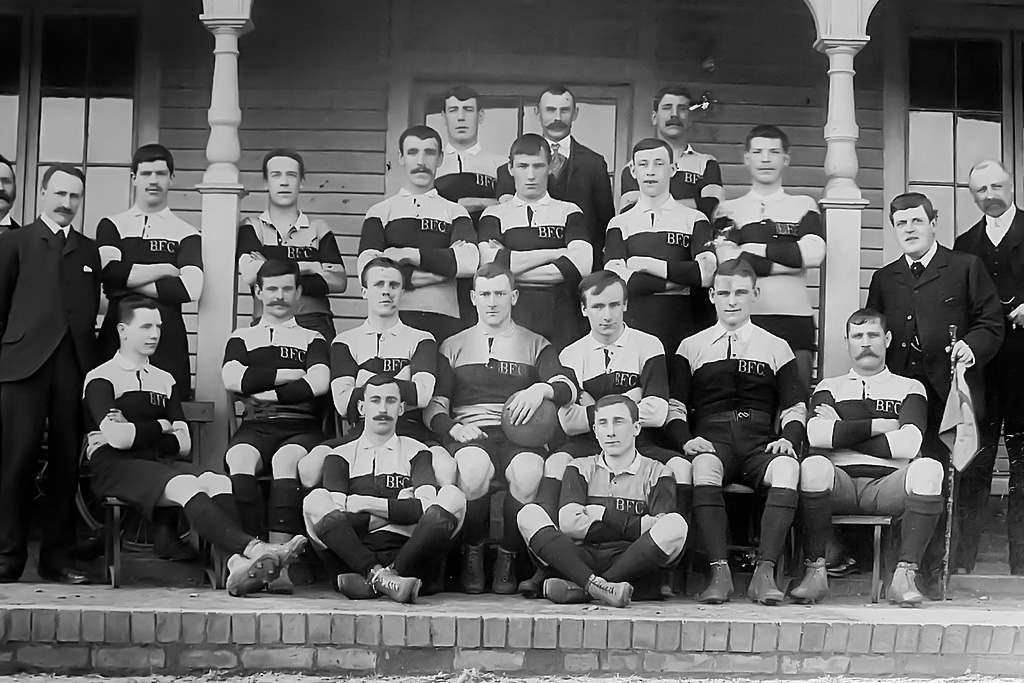
The first Bath City squad, taken in 1890 at the North Parade Ground.

Le 19 juillet 1889, Bath City est créé sous le nom de Bath AFC à l'hôtel Christopher dans le centre-ville.  L'équipe a commencé à jouer sur le North Parade Ground à Bathwick. Bath a disputé son tout premier match enregistré le 10 octobre 1889, au cours duquel il s'est incliné 9-4 face à Trowbridge Town. En 1891, Bath connaît de graves difficultés financières. En conséquence, le club a fusionné avec le club local de rugby ; Bath Football Club. Pendant neuf ans, l'équipe a cessé de jouer. Jusqu'à ce que, le 11 septembre 1900, Bath AFC soit reformé,  dirigé par le joueur de cricket William Hyman. Bath City FC, nommément, est officiellement né.
Bath a rejoint une division multi-comté pour la première fois en 1908, concourant dans la Western League Division Two. Charles Pinker est nommé manager l'année suivante, et cette saison-là, ils sont montés dans la Western League Division One. Bath City est resté dans la Western League jusqu'en 1921, dans laquelle ils ont rejoint la section anglaise de la Southern League, considérée comme la division la plus forte en dehors de la Football League à l'époque,. En 1921, le manager Charles Pinker quitte le club après une période fructueuse de douze ans. Il fut remplacé par l'ancien joueur de Swindon Town, Billy Tout qui conserva ce rôle jusqu'en 1925.

### Les grandes foules et l'absence de Football League (1925-1958)

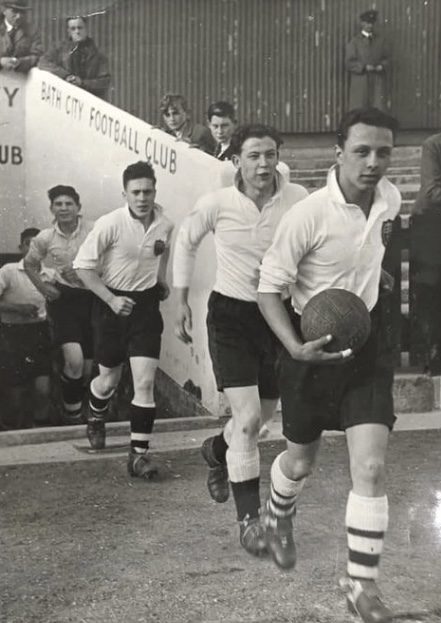
Les joueurs de Bath entrent dans la tribune de Twerton Park avant un match dans les années 1930

L'année suivante, Bath City est au bord de l'extinction. Cependant, le 21 août 1926, une grande réunion avec les supporters et les officiels du club a eu lieu, et le club a été « sauvé ». La saison suivante, sous la direction de Ted Davis, nouvellement nommé, l'équipe termine deuxième de la Southern League. Le Bath Chronicle l'a qualifiée de « meilleure dans l'histoire du club », et ils ont été vice-champions en 1933. Au cours de cette période Bath était fortement discuté pour entrer dans la troisième division de la Football League. Après plus d'une décennie au club, Davis quitte Bath pour Colchester United en 1937. Liste des joueurs de Liverpool F.C. Ancien joueur de Liverpool, Alex Raisbeck a été l'entraîneur de l'équipe première jusqu'à la Seconde Guerre mondiale.
Raisbeck a laissé le poste à Ted Davis, qui revenait en 1940. Au début de la Seconde Guerre mondiale, Bath City est accepté pour rejoindre la Football League North temporaire, en concurrence avec des clubs comme Bristol City et Aston Villa. Cette saison-là, le club a disputé son match le plus suivi à ce jour, contre Aston Villa à Villa Park devant plus de 30 000 personnes. L'équipe termine championne sous la direction de Davis. En 1944, le club est, une nouvelle fois, en pourparlers pour une entrée en troisième division. Cependant, la FA a refusé l'accès à la Football League aux clubs ne faisant pas partie de la Ligue. Davis a quitté Bath en 1947, et a été remplacé par Vic Woodley, bien qu'il parte en 1950 après quatre classements en milieu de tableau, et a été remplacé par Eddie Hapgood.

### Glory, yoyo years and Nation wide football (1958-1996)

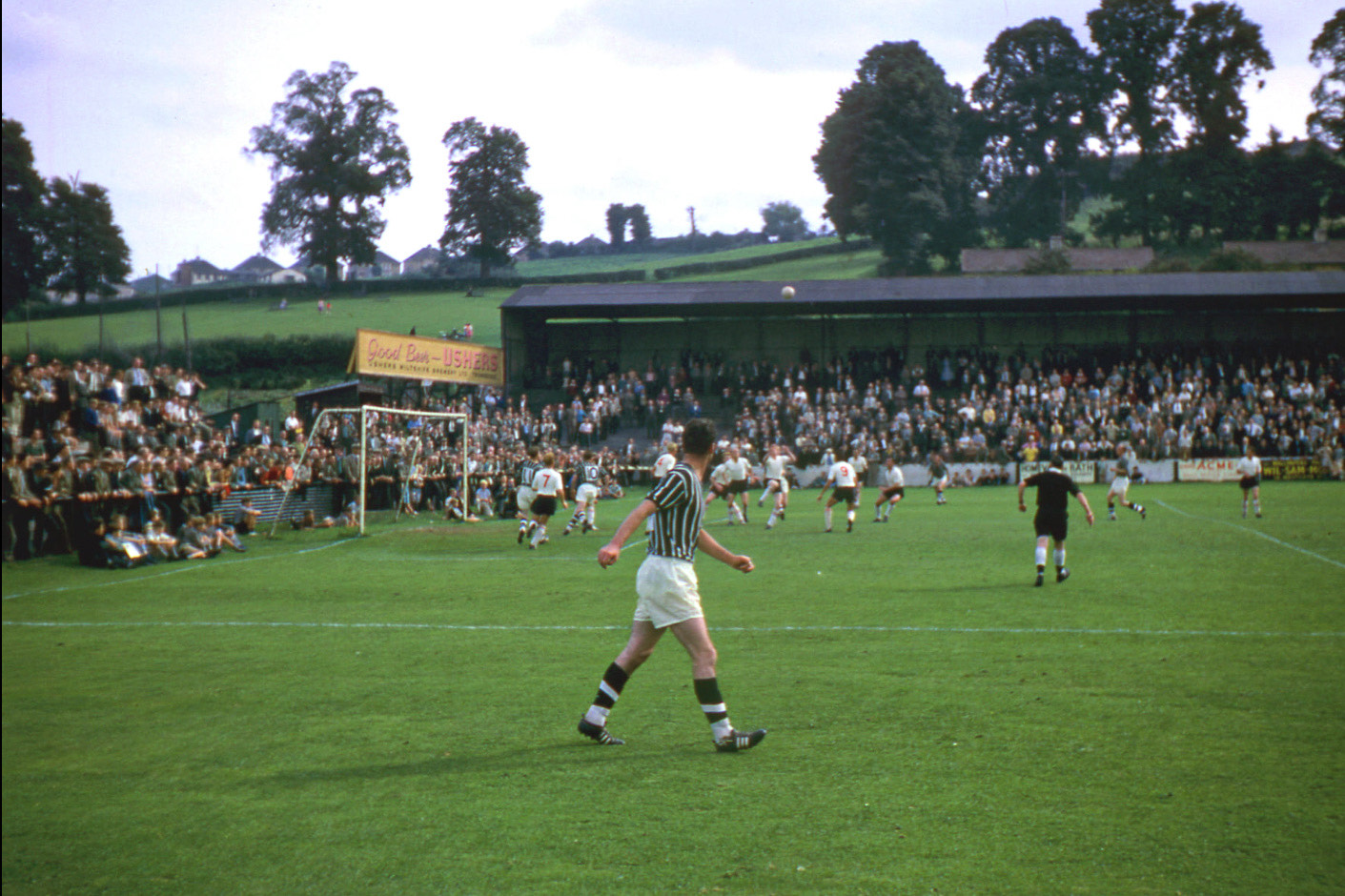
Un match à Twerton Park en 1962.

Le club de Bath City, nommé en 1958, a construit l'équipe la plus forte de l'histoire du club, signant des joueurs tels qu'Alan Skirton, Stan Mortensen et Tony Book, dont le capitaine est Charlie Fleming. L'équipe remporte ensuite la Southern League lors de la saison 1959-1960, à Huish Park. Au cours de la même saison, Bath a joué contre Brighton & Hove Albion à Twerton Park au troisième tour de la FA Cup, devant une foule record de 18 020 personnes, mais perd 1-0. Deux ans après le départ de Hewison, au printemps 1963, Malcolm Allison a été nommé manager. Cette saison-là, Bath termine troisième et atteint le troisième tour de la FA Cup. Deux ans plus tard cependant, sous la direction du manager gallois Ivor Powell, Bath est relégué pour la première fois de son histoire.
De 1964 à 1974, Bath City est devenu un club yo-yo, étant relégué et promu à nouveau en Premier Division à six reprises. Deux ans après le début du règne de Brian Godfrey, lors de la saison 1977-1978, l'équipe remporte le titre de la Southern League pour la deuxième fois, devant des « hordes de supporters en déplacement ».  Sous Godfrey, le club a atteint deux finales de la Coupe anglo-italienne en 1977 et 1978. Ils manquent l'élection à la Football League par trois voix en 1978. En conséquence, le club devient membre fondateur de la Alliance Premier League, et joue pour la première fois au football à l'échelle nationale. Cependant, les affluences de 1984 à 1989 ont été parmi les pires de l'histoire de Bath City, avec des entrées saisonnières se situant en moyenne entre 500 et 600. En 1991 Tony Ricketts a été nommé manager. Ils atteignent le troisième tour de la FA Cup lors de la saison 1993-1994, s'inclinant 4-1 face à Stoke City à Twerton Park au troisième tour devant 7 000 fans.

### Déclin et relégation ultérieure (1996-2017)

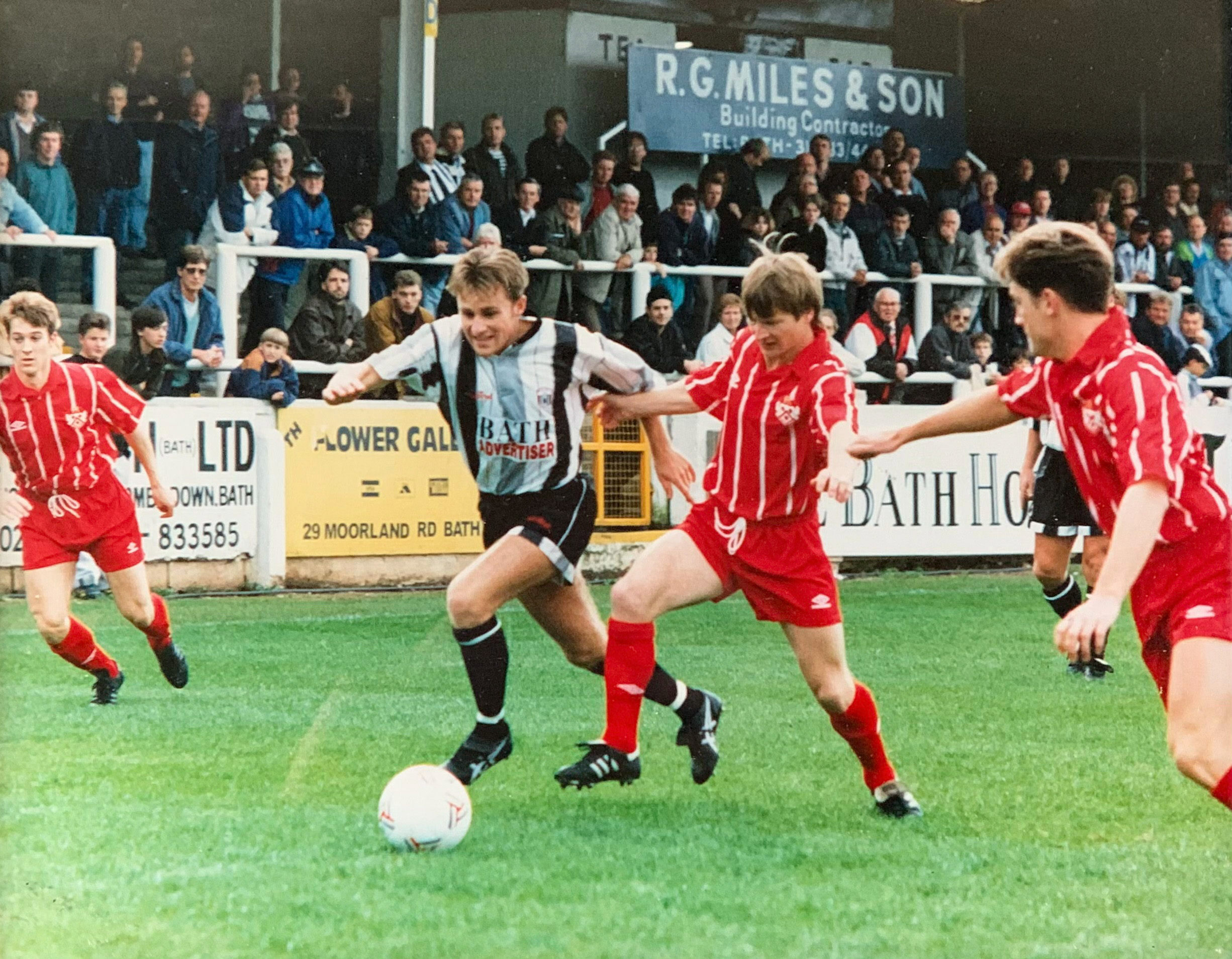
Bath vs Kettering Town en 1992.

Après des décennies passées à jouer dans la première division du football de non-ligue, Bath a été relégué de la Conférence en 1997. En 2004, le club s'incline au deuxième tour de la FA Cup face à Peterborough United. John Relish a été nommé manager le 22 juin 2005. L'année suivante, ils ont été promus, remportant la Southern League en 2006-2007, terminant avec 91 points. Sous le nouveau manager Addie Britton, Bath a battu League Two, le club de Grimsby Town au premier tour de la FA Cup en 2009, avant de perdre contre Forest Green Rovers au second tour. Le 9 mai 2010, Bath City a battu Woking 1-0 en finale des play-offs, et retourne dans la Conférence.
Bath a terminé dixième de la Football Conference 2010-2011. Cependant, ils ont eu une mauvaise saison en 2011-2012 et ont été relégués. Un an plus tard, Britton quitte son poste d'entraîneur de l'équipe première. Il a été remplacé par le manager de Australian, Lee Howells. "The Big Bath City Bid" a été lancé par Ken Loach à l'été 2015, recevant le soutien de ancien joueur de Manchester United, Éric Cantona. Le 5 mai 2017, le club achève sa transition vers la propriété communautaire. Sur le terrain, ils ont de nouveau été médiocres lors des saisons 2014-2015 et 2015-2016, terminant quatorzièmes avec 53 points. Le peu de succès que le club a eu pendant cette période a été dans la saison 2014-2015, atteignant la demi-finale du FA Trophy.

### L'ère Gill (depuis 2017)

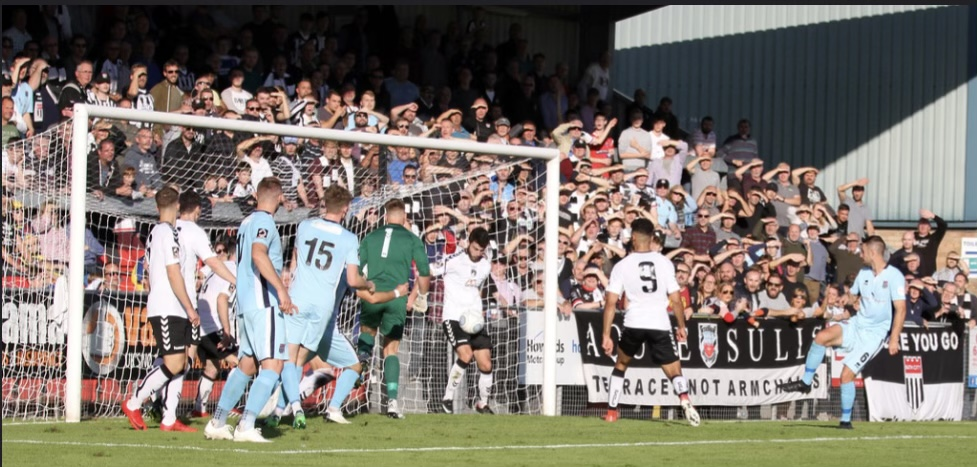
Bath City away at Weston-super-Mare in 2018 in the Round qualifying FA Cup tie.

Le 5 octobre 2017, l'ancien joueur, Jerry Gill, est nommé manager de l'équipe première. La première saison sous Gill voit le club terminer à la neuvième place. Ils se sont améliorés la saison suivante, terminant cinquièmes, avec 71 points, par la suite, ils sont entrés en play offs pour disputer une place en National League, mais ont perdu 3-1 contre Wealdstone le premier mai 2019, et perdent à nouveau les play-offs l'année suivante. L'affluence moyenne a augmenté, passant de 612 en 2016-2017 à 1 142 lors de la saison 2018-2019. Cependant, Bath a été médiocre dans les deux saisons 2020-2021, et 2021-2022, terminant 18e à deux reprises. Ils se sont améliorés l'année suivante, terminant 11e et soulevant The Somerset Cup pour une 25e fois au printemps 2023, un record.

## Badge
L'écusson initial de Bath City était fortement inspiré des armoiries officielles de la ville. L'ancien écusson représentait le mur d'enceinte médiéval de la ville, les anciennes sources romaines, et l'épée de Saint Paul. Cet emblème est resté en place jusqu'en 1975, date à laquelle il a été fortement simplifié ; il ne restait plus que quatre bandes noires verticales sur fond blanc entourant la silhouette d'un soldat romain. Il a ensuite été modifié à nouveau en 1999, pour devenir l'insigne que le club utilise aujourd'hui. Le soldat romain a été supprimé, le mur d'enceinte réajouté et les quatre bandes agrandies.

## Stades

### 1889: Le North Parade Ground

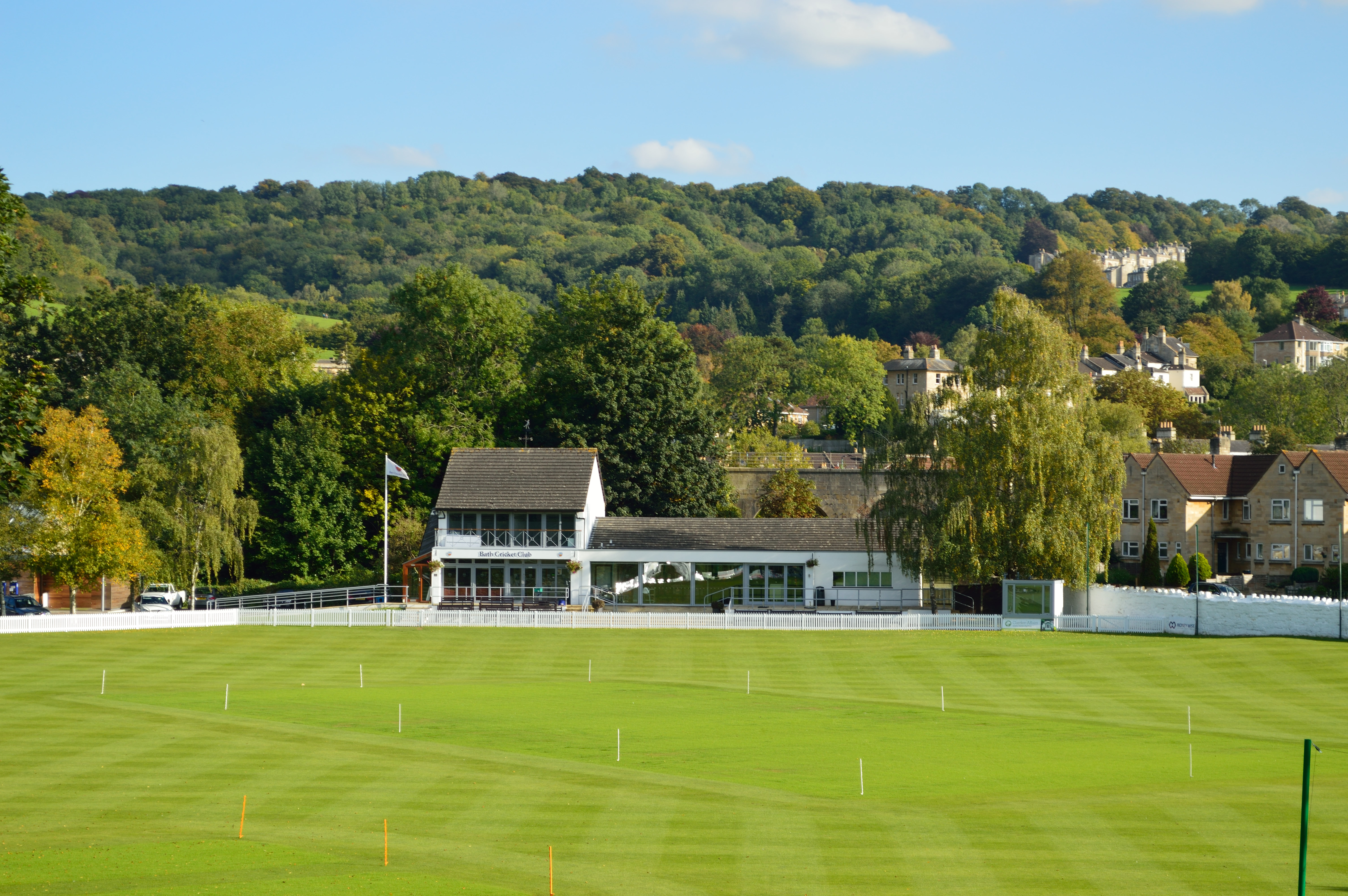
Le tout premier terrain du club, The North Parade Ground

.Bath a joué ses premiers matchs au North Parade Ground à Bathwick en face du centre ville, partageant le terrain avec le Bath Cricket Club. En 1889, il accueillait principalement des matchs amicaux avec Bath AFC et d'autres équipes locales.

### 1900-1919: Château de Belvoir
Bath City s'est installé à Twerton au Belvoir Castle Ground en 1900. En 1908, il était question que Bath Rugby partage le terrain, bien que cela ne se soit jamais concrétisé. Deux ans plus tard, le terrain a été acheté par la Midland Railway Company par M. Stothert et Pitt et il a été déclaré plus tard que le terrain serait "absolument inadapté au football" dans quelques années, la compagnie ferroviaire prévoyant de construire une voie ferrée sur le terrain même que le stade occupait.

### 1919-1932: Lambridge
M. Hopkins, le secrétaire du club à l'époque, a trouvé un remplacement viable pour Belvoir Castle. En 1919, le club s'installe à l'est de la ville, à Lambridge. En 1921, le club a fait une demande pour rejoindre la Football League, en cas de succès, beaucoup de travail avait été fait au terrain, avec le côté populaire de Lambridge ayant été mis en banque et de nouveaux vestiaires ont été construits à côté de la tribune.

### 1932-aujourd'hui: Twerton Park

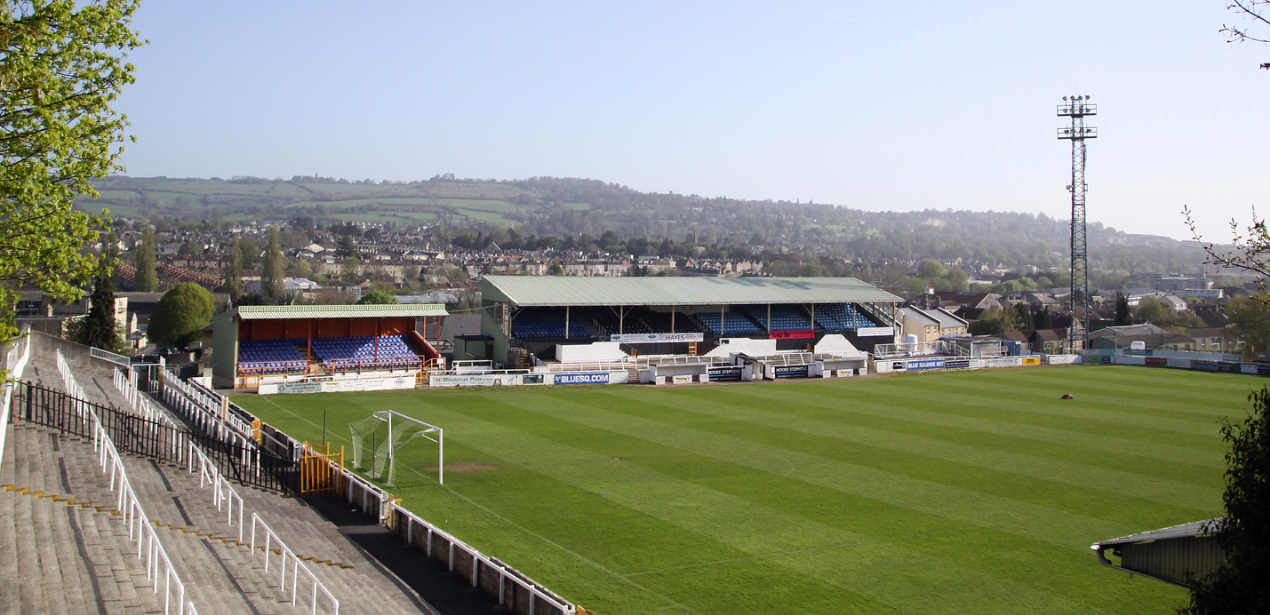
Twerton Park, domicile de Bath City F.C.

Le Twerton Park devient le terrain du club en 1932 et trois ans plus tard, une toiture est ajoutée au The Popular Side. En 1946, Twerton Park était décrit comme " rivalisant avec n'importe quel stade de l'ouest de l'Angleterre " Un record d'affluence de 18 020 personnes a été enregistré en 1960, contre Brighton & Hove Albion au troisième tour de la FA Cup. Dans les années 1940 et 1950, le nombre de spectateurs est le plus élevé de l'histoire du club, avec notamment 17 000 spectateurs à domicile en 1944 contre Aston Villa 14 000 contre Southend United lors de la saison 1952-53 et 11 700 contre Yeovil Town en 1957.
Entre 1986 et 1996, Bath City partage Twerton Park avec Bristol Rovers. En 1990, la tribune d'honneur est fortement endommagée par Bristol City. hooligans. Le terrain a actuellement une capacité réduite de 4 070 contre 8 840 en raison des règles de sécurité. Le 21 août 2008, Bath City a tenu des pourparlers avec Bath Rugby sur un éventuel partage du terrain au Rec, bien que les fans se soient opposés au déménagement, les plans ne se sont jamais concrétisés. Bath City a publié des plans de réaménagement du terrain en 2017. Cependant, en mars 2020, les plans ont été rejetés.

## Support

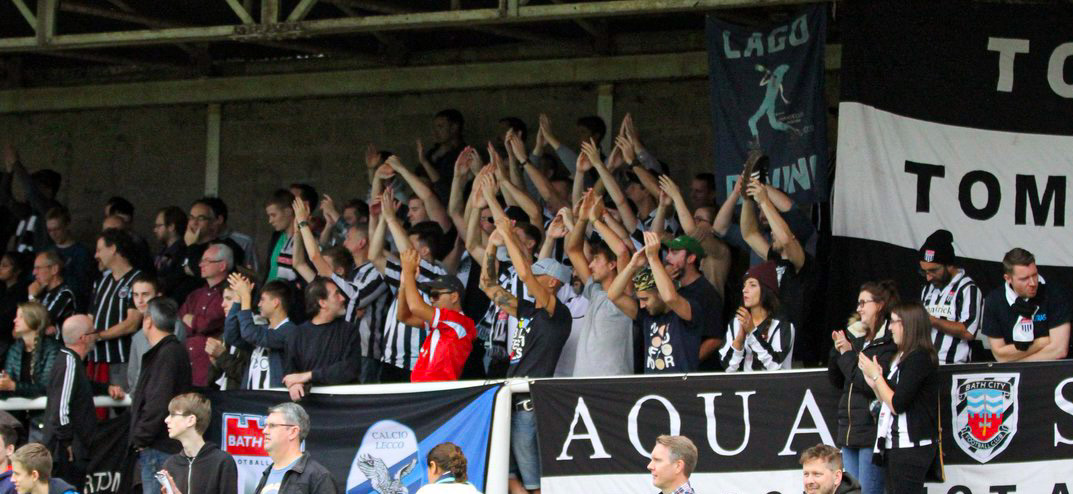
Un groupe de Bath et de Calcio Lecco fans sur The Popular Side de Twerton Park en 2017

Bath City était bien soutenu dans les années 1940, années 1950 et 1960. Avec des entrées de quatre à six mille personnes en moyenne, et atteignant la fin des dix mille. Cependant, dans les années 1970, les assistances avaient chuté à environ mille deux cents. Les portes se sont encore effondrées pour atteindre seulement le milieu des centaines dans les années 1980 et 1990, et le milieu des années 2010. En conséquence, en 2015, un programme de développement visant à augmenter les portes d'entrée à plus de mille a été formé, et a fonctionné avec succès dans la seconde moitié des années 2010 et au début des années 2020.
Le côté populaire en face de la tribune accueille les supporters les plus bruyants du club. Avec le groupe principal de chanteurs debout à chaque extrémité, l'équipe est en train d'attaquer vers, levant de grands drapeaux. Les supporters sont connus pour chanter "Drink Up Thy Cider" de The Wurzels, un hommage à la Somerset célèbre industrie de brassage du cidre. En 2017, Bath et Alpine Les supporters du club italien Calcio Lecco ont célébré le 40e anniversaire de la finale de la Coupe anglo-italienne de 1977 en 2017 avec un match de supporters organisé au Stadio Rigamonti-Ceppi de Lecco. Bath City n'a pas eu de rivalités féroces avec d'autres clubs au fil des ans, bien que le match le plus disputé du club soit partagé avec un autre club du Somerset, Yeovil Town, qu'il a affronté 274 fois. Depuis le milieu des années 2000, Bath partage un derby local avec le club du Wiltshire, Chippenham Town.

## Records

Les positions saisonnières de Bath City dans le championnat depuis qu'il a rejoint la pyramide du football anglais en 1979

Le meilleur classement de Bath City est une quatrième place en Alliance Premier League, le cinquième niveau du football anglais, lors de la 1984-85 saison Le record d'apparitions est détenu par Dave Mogg, qui a fait 515 apparitions toutes compétitions confondues. Charlie Fleming est le meilleur buteur de l'histoire du club, avec 216 buts. Le plus grand nombre de buts marqués par un seul joueur au cours d'une saison est celui de Paul Randall lors de la saison 1989-90. L'indemnité de transfert la plus élevée reçue par le club est de 80 000 £ pour Jason Dodd, payée par Southampton en 1989. Le plus gros montant payé par Bath est de 16 000 £ pour Micky Tanner, signé en provenance de Bristol City en 1988. Le record d'affluence du club est de 18 020 spectateurs contre Brighton & Hove Albion au troisième tour de la FA Cup.

## Personnalités liées au club

### Supporteurs
Éric Cantona et Ken Loach sont supporteurs et actionnaires du club.